# Heart by Heart
"Heart by Heart" là một bài hát của nữ ca sĩ Demi Lovato từ album nhạc phim chính thức của bộ phim điện ảnh kỳ ảo năm 2013 Vũ khí bóng đêm: Thành phố Xương. Bài hát bắt đầu với nhịp điệu chậm rãi cùng với giọng hát rõ ràng của Lovato đi kèm với tiếng đàn piano và từ từ mạnh dần thành một bản piano rock.

## Tiếp nhận
Bài hát chủ yếu nhận được các ý kiến tích cực từ các nhà phê bình. Phóng viên Tierney McAfee của Hollywood Life đặt "Heart by Heart" làm bài ca tình yêu hay nhất trong mùa hè, đề cao phần sản xuất và giọng ca xúc cảm của Lovato, vốn được McAfee mô tả là "gói gọn cả một cú đấm lớn chứa đầy cảm xúc". Huffington Post gọi bài hát này "xinh đẹp một cách ám ảnh" và ca ngợi giai điệu âm hưởng piano "đầy nội lực". Sam Lansky từ Idolator thì tán dương "giọng hát hoàn toàn quỷ quái" của Lovato trong một "bản ballad bay bổng đầy quyền lực".

## Xếp hạng
Dù không được phát hành dưới dạng đĩa đơn, "Heart by Heart" đã đạt được vị trí 115 trên bảng xếp hạng UK Singles Chart.
| Bảng xếp hạng (2013)                     | Vị trí cao nhất |
| ---------------------------------------- | --------------- |
| UK Singles (The Official Charts Company) | 115             |
| US Billboard (Pop Digital Songs)         | 36              |